# Mi Ranchito (Tabasco)
Mi Ranchito es una localidad del municipio de Balancán ubicado en la subregión de los Ríos del estado mexicano de Tabasco.

## Geografía
La localidad se ubica a 14.2 kilómetros (en dirección sudeste) de la localidad de Balancán de Domínguez, la cabecera y lugar más poblado del municipio. Se sitúa en las coordenadas geográficas 17°52′17″N 91°25′19″O / 17.871389, -91.421944, a una elevación de 39 metros sobre el nivel del mar.

## Demografía
Según el Conteo de Población y Vivienda 2020, efectuado por el Instituto Nacional de Estadística y Geografía, la localidad de Mi Ranchito tiene 29 habitantes, de los cuales 17 son del sexo masculino y 12 del sexo femenino. Su tasa de fecundidad es de 2.09 hijos por mujer y tiene 9 viviendas particulares habitadas.
| Gráfica de evolución demográfica de Mi Ranchito entre 1990 y 2020 |
|                                                                   |
| INEGI.                                                            |